# Гилотина
Гилотината е устройство за изпълнение на смъртна присъда чрез обезглавяване. То се състои от висока отвесна рамка, на която е окачено дълго, косо и тежко острие. Това острие е изтеглено нагоре с въже, и когато се пусне да падне, отрязва главата на осъдения. Устройството е известно с това, че е било основен метод на екзекуция във Франция, и по-точно за използването му по времето на Френската революция. Гилотината е въведена от френския лекар Жозеф Игнас Гийотен, откъдето идва и името ѝ. За последен път гилотината е използвана във Франция на 10 септември 1977 г., а на 9 октомври 1981 г. смъртното наказание там е отменено.
Преди да бъде създадена гилотината, има сведения за използване на други подобни такива устройства за изпълняване на смъртни присъди. Такива се „Бесилото от Халифакс“, за което най-ранните споменавания са от 1286 г. и т.нар. „Шотландска девица“, чието първо документирано използване е от 1307 г. в Ирландия, като данни за подобни средства има и от Италия и Швейцария, датиращи от 15 в. Въпреки това, французите биват смятани за създатели на гилотината и те са първата нация, която я използва като стандартно средство за екзекуции. През 1791 г., когато Френската революция напредва, Националната асамблея, по предложение на нейния член Жозеф Игнас Гийотен, приема нов метод, който да бъде използван върху всички осъдени хора, без оглед на социалното им положение. Интересите на асамблеята довели до идеята, че главната цел на наказанието се свързва и състои в това да се отнеме живот, а не да се причини физическа болка. Формира се комисия, ръководена от Антоан Луи, лекар на краля и на секретаря на Хирургическата академия. Жозеф Игнас Гийотен, професор по анатомия, също е член на комитета. При създаването на гилотината този комитет се повлиява от съществуващите вече подобни приспособления. Различното при новото „изобретение“ е, че при него се използва сърповидно острие и шина, която да придържа неподвижен врата на осъдения. Апокрифна история гласи, че самият крал Луи XVI предложил да бъде използвано триъгълно острие вместо сърповидното.
Офицер от Страсбург прави дизайн за обезглавяваща машина и наема на работа немския инженер и производител на клавесини Тобиас Шмид да конструира прототип. Шмид предлага поставянето на острието да стане при наклон от 45°.
Основната причина за успеха на гилотината е убеждението, че тя е хуманна форма на екзекуция, противопоставяща се на методите, използвани в предреволюционна Франция. Съгласно тях, членове на аристокрацията са обезглавявани с меч или брадва – смърт, която можело да отнеме минути или повече. След това гилотината става единственото легално средство за екзекуции във Франция, до отменянето на смъртното наказание през 1981 г. Последното обезглавяване с гилотина там е извършено през 1977 г. Използвала се е и в много други страни, включително в Германия.
През периода от юни 1793 г. до юли 1794 г. поради политически промени, монархията е премахната, избухват въстания, народът е хвърлен в хаос, а правителството е обхванато от яростна параноя. Тези и други подобни причини довеждат до нарастване броя на екзекуциите, изпълнени с гилотина. Приблизителният брой на жертвите е между 15 000 и 40 000 души.